# Vallée de la Haine en aval de Mons
Vallée de la Haine en aval de Mons este o arie protejată (arie specială de conservare — SAC, sit de importanță comunitară — SCI, arie de protecție specială avifaunistică — SPA) din Belgia întinsă pe o suprafață de 1.787,67 ha, integral pe uscat.

## Localizare
Centrul sitului Vallée de la Haine en aval de Mons este situat la coordonatele 50°27′14″N 3°44′03″E / 50.453827°N 3.734161°E.

## Înființare
Situl Vallée de la Haine en aval de Mons a fost declarat arie de protecție specială avifaunistică în decembrie 2016 pentru a proteja 42 de specii de animale. Alte tipuri de protecție:
- sit de importanță comunitară (în ianuarie 2004)
- arie specială de conservare (în decembrie 2016)[1][3][4]

## Biodiversitate
Situată în ecoregiunea atlantică, aria protejată conține 13 habitate naturale: Vegetație psamofilă uscată cu pășuni deschise de Corynephorus și Agrostis, Ape stătătoare oligotrofe până la mezotrofe, cu vegetație de Littorelletea uniflorae și/sau de Isoëto-Nanojuncetea, Ape puternic oligomezotrofe cu vegetație bentonică cu Chara spp., Lacuri eutrofice naturale cu vegetație de tip Magnopotamion sau Hydrocharition, Lacuri și iazuri distrofice naturale, Cursuri de apă de la nivel de câmpie la nivel montan, cu vegetație Ranunculion fluitantis și Callitricho-Batrachion, Pajiști umede nord-atlantice cu Erica tetralix, Pajiști uscate europene, Liziere de ierburi înalte hidrofile de câmpie și de nivel montan până la alpin, Fânețe de joasă altitudine (Alopecurus pratensis, Sanguisorba officinalis), Păduri acidofile de stejar bătrân cu Quercus robur pe câmpii nisipoase, Mlaștini împădurite, Păduri aluvionare cu Alnus glutinosa și Fraxinus excelsior (Alno-Padion, Alnion incanae, Salicion albae).
La baza desemnării sitului se află mai multe specii protejate:
- păsări (35): lăcar mare (Acrocephalus arundinaceus), lăcar-de-rogoz (Acrocephalus schoenobaenus), pescăruș albastru (Alcedo atthis), rață pitică (Anas crecca), rață cârâitoare (Anas querquedula), stârc roșu (Ardea purpurea), buhai de baltă (Botaurus stellaris), chirighiță-cu-obraz-alb (Chlidonias hybridus), chirighiță neagră (Chlidonias niger), erete de stuf (Circus aeruginosus), erete vânăt (Circus cyaneus), Cygnus columbianus bewickii, lebădă de iarnă (Cygnus cygnus), ciocănitoare neagră (Dryocopus martius), egretă albă (Egretta alba), egretă mică (Egretta garzetta), becațină comună (Gallinago gallinago), piciorong (Himantopus himantopus), stârc pitic (Ixobrychus minutus), pescăruș-cu-cap-negru (Larus melanocephalus), grelușel-de-zăvoi (Locustella luscinioides), gușă albastră (Luscinia svecica), becațină mică (Lymnocryptes minimus), ferestraș mic (Mergus albellus), gaia neagră (Milvus migrans), stârc de noapte (Nycticorax nycticorax), vultur pescar (Pandion haliaetus), viespar (Pernis apivorus), bătăuș (Philomachus pugnax), lopătar (Platalea leucorodia), cresteț pestriț (Porzana porzana), ciocântors (Recurvirostra avosetta), lăstun de mal (Riparia riparia), chiră de baltă (Sterna hirundo), fluierar de mlaștină (Tringa glareola)
- amfibieni (2): Bufo calamita, triton cu creastă (Triturus cristatus)
- nevertebrate (3): fluturele-tigru (Callimorpha quadripunctaria), libelule (Leucorrhinia pectoralis), Vertigo moulinsiana
- pești (2): zvârluga (Cobitis taenia), Rhodeus sericeus

Pe lângă speciile protejate, pe teritoriul sitului au mai fost identificate 41 de specii de plante, 10 specii de amfibieni, 8 specii de mamifere, 11 specii de nevertebrate, 2 specii de reptile.